# Japanisches Affenzentrum

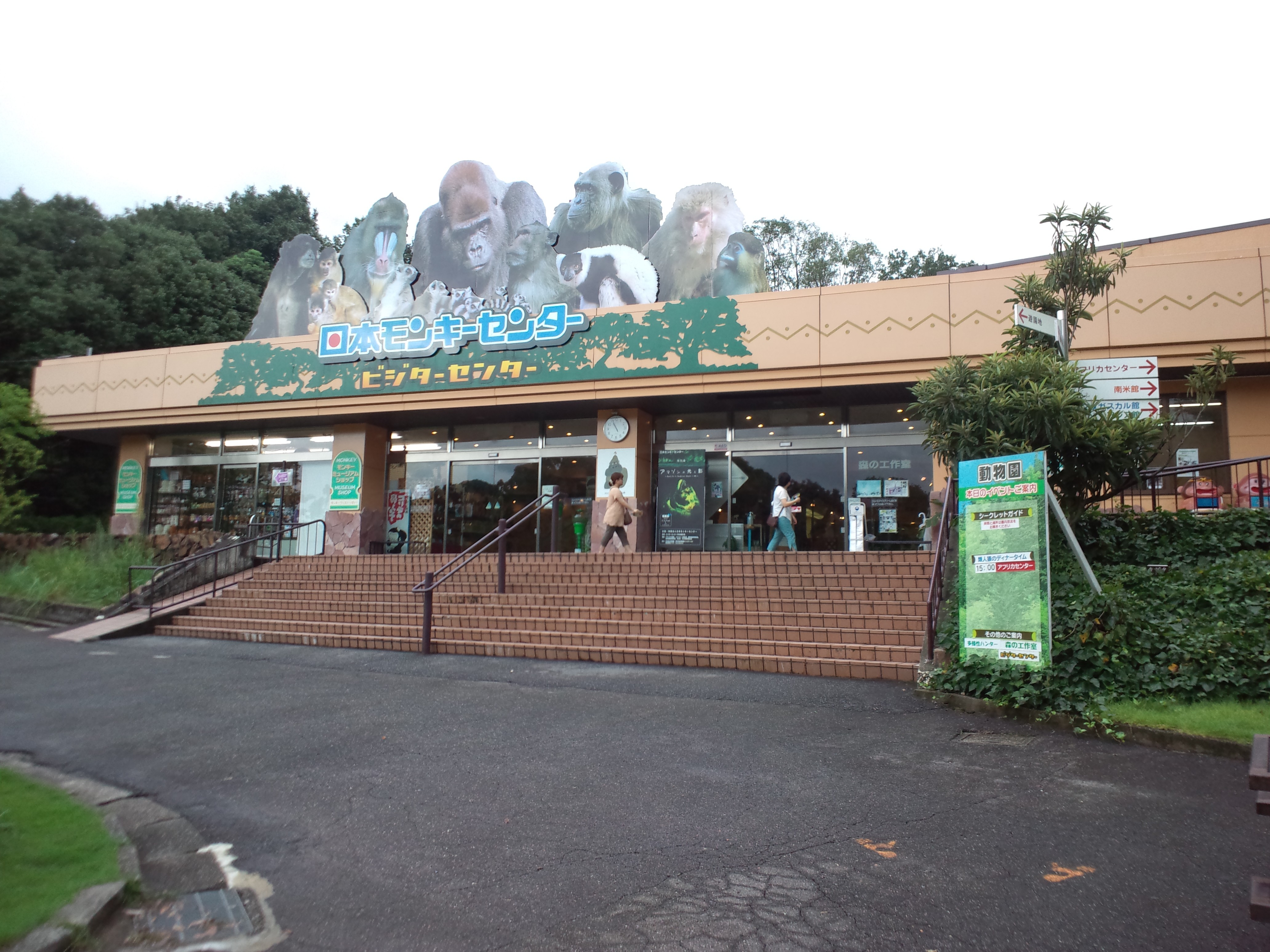
Besuchereingang zum Affenzentrum

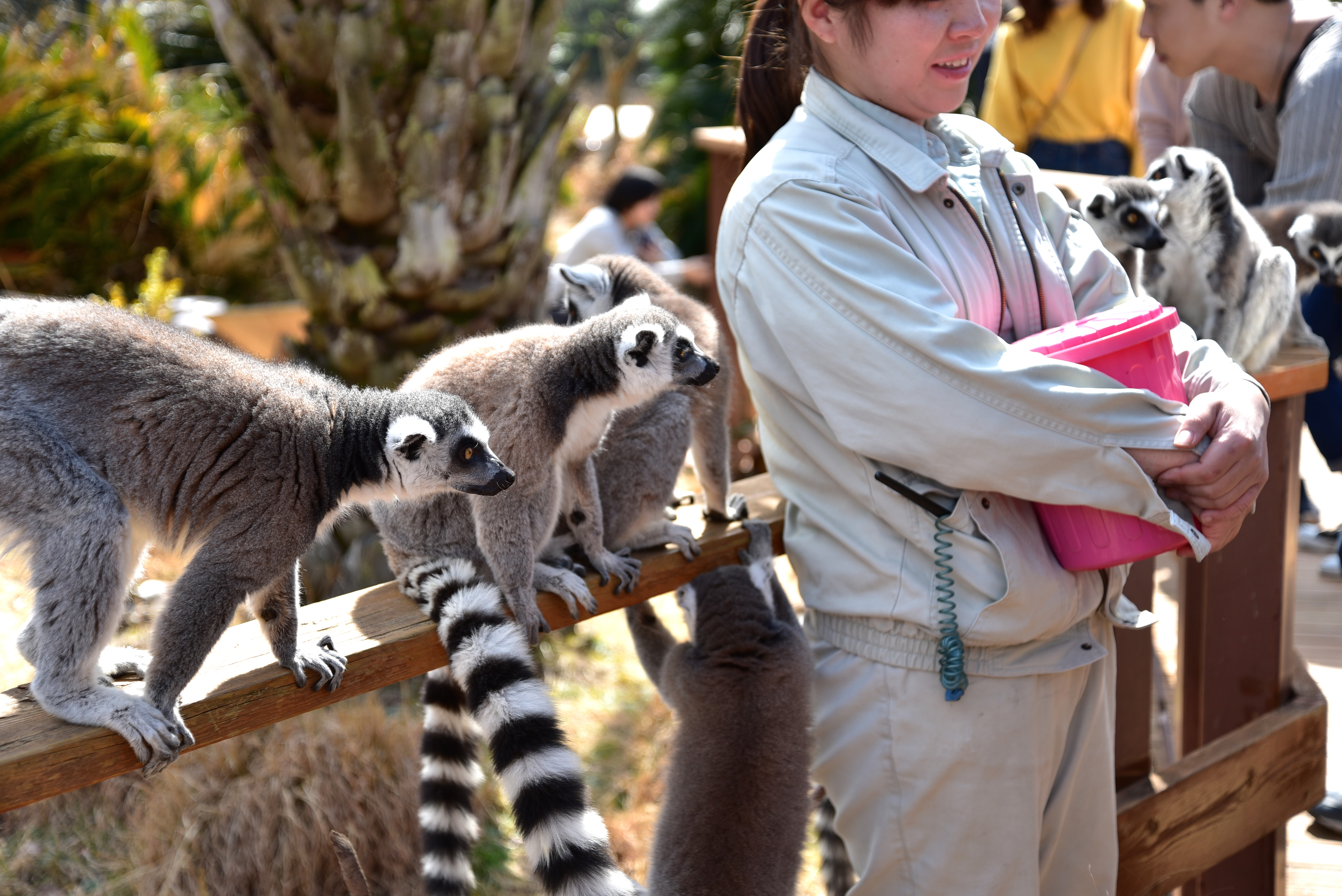
Katta-Lemuren

Das Japanische Affenzentrum (japanisch 日本モンキーセンター, Nihon monkī sentā) ist einer der wenigen Zoologischen Gärten, die ausschließlich Primatenarten beherbergen. Das Zentrum, eine gemeinnützige Stiftung, befindet sich in der Stadt Inuyama in der Präfektur Aichi und ist weltweit der größte Zoo dieser Art.

## Geschichte
Ab Dezember 1948 beobachteten Imanishi Kinji (1902–1992), Professor an der Universität Kyōto, und sein Student Itani Jun’ichirō (1926–2001) auf der Insel Kōjima in der Präfektur Miyazaki lebende wilde japanische Makaken. Als sie 1953 entdeckten, dass dort Makaken ihre Kartoffeln waschen, führte das zur engeren Beschäftigung mit der Primatologie in Japan und zur Gründung eines Forschungsinstituts.
Am 17. Oktober 1956 erfolgte dann die Gründung des „Japanischen Affenzentrums“ als öffentlicher Zoologischer Garten. 1957 wurde die Anlage erweitert, 1998 umfasste sie bereits 30 Hektar. 1958 kam es zur Entsendung von Forschungsteams nach Afrika und Südamerika. Ab 1961 wurden Berggorillas und ab 1985 Goldene Stumpfnasenaffen im Park angesiedelt.
Der Park ist in ein Dutzend Bereiche gegliedert, wobei es neben Ställen auch Außenbezirke gibt, wo wilde japanische Makaken in ihrer natürlichen Umgebung gehalten werden. In den 1990er Jahren beherbergte der Zoo bereits etwa 1000 Tiere, wobei etwa 90 Arten aus aller Welt zu sehen waren. Das Zentrum umfasst zusammen mit dem Zoo ein Gebiet von etwa 30 Hektar.
Zum 50-jährigen Jubiläum 2006 wurde als neues Projekt das „Monkey Scramble“ eröffnet.
Das Institut für Primatenforschung der Universität Kyōto „Kyōto Daigaku Reichōrui Kenkyūjo“ (京都大学霊長類研究所) befindet sich am Rande des öffentliche Zoos.